# El Molinillo (Granada)
El Molinillo (también llamada popularmente Venta del Molinillo o Caserío Molinillo) es una localidad y pedanía española perteneciente al municipio de Huétor Santillán, en la provincia de Granada, comunidad autónoma de Andalucía. Está situada en el extremo nororiental de la comarca de la Vega de Granada. Cerca de esta localidad se encuentran los núcleos de Prado Negro y Diezma.

## Demografía
Según el Instituto Nacional de Estadística de España, en el año 2012 El Molinillo contaba con tan sólo 7 habitantes censados.

### Evolución de la población
| Gráfica de evolución demográfica de El Molinillo entre 2002 y 2012 |
|                                                                    |
| Datos según el nomenclátor publicado por el INE.                   |